# 食人帝国
《食人族大屠殺》（英語：Eaten Alive!）是一部1980年意大利恐怖電影，由翁貝托·蘭齊執導。影片講述了一位年輕女子（珍娜·亞格倫飾）在新幾內亞叢林中尋找被邪教組織綁架的姊妹的故事。

## 剧情
一位名叫希拉的女子正在尋找她在新幾內亞叢林中失踪的姊妹。希拉（珍娜·亞格倫飾）與马克（羅伯特·卡曼飾）同行，他們在尋找希拉的姊妹黛安娜（寶拉·賽娜杜蕾飾）時都遇到了很多危險。戴安娜加入了一個名叫喬納斯（伊凡·羅斯穆飾）的人控制的邪教組織。喬納斯對他的追隨者和土著進行身體虐待和性虐待。在一個場景中，他用沾滿蛇血的假陰莖強奸了希拉，並將一名土著人斬首。在另一個場景中，一位名叫莫瓦拉的土著寡婦（咪咪莱饰) 被儀式性地強姦，而她已故丈夫的屍體则在柴堆上被焚燒。由莫瓦拉、马克、希拉和黛安娜組成的一群人逃進了叢林，在那裡黛安娜和莫瓦拉被一群食人者抓住，黛安娜被強姦，然後慢慢地被切碎和吃掉，最后被砍死，而马克和希拉只能無奈地在旁边的灌木叢中觀看。当局派出直升機來尋找他們，他們迅速逃回紐約。在村庄里，其餘的邪教成員進行了儀式性的自殺，當局只找到一名年輕的女性倖存者。

## 演员
- 羅伯特·卡曼（英语：Robert Kerman） 饰 马克·巴特勒（Mark Butler）
- 珍娜·亞格倫（英语：Janet Agren） 饰 希拉（Sheila）
- 伊凡·羅斯穆（英语：Ivan Rassimov） 饰 乔纳斯·梅尔文（Jonas Melvin）
- 寶拉·賽娜杜蕾（英语：Paola Senatore） 饰 黛安娜·莫里斯（Diana Morris）
- 咪咪莱（英语：Me Me Lai） 饰 莫瓦拉（Mowara）
- 梅爾·法利爾 饰 卡特教授（Professor Carter）
- 費亞瑪·馬利安（Fiamma Maglione） 饰 阿尔玛（Alma）
- 佛朗哥·凡塔西亚（英语：Franco Fantasia） 饰 里夫斯（Reeves）
- 佛朗哥·科杜蒂（Franco Coduti） 饰 卡兰（Karan）
- 米歇爾·施米格爾姆（Michele Schmiegelm） 饰 一名土著女孩

## 制作
《食人族大屠殺》是食人族熱潮的一部分，並在《人食人實錄》上映前拍攝。影片採用更傳統的冒险片敘事方式，與以往食人族電影的殘酷紀錄片風格截然不同。這部電影使用了其他食人電影的鏡頭，包括《荒漠獵奇》（1972）、《食人族殘酷世界》（1977）和《食人族歷險記》（1978）。

## 发行
這部電影於1980年3月20日在意大利发行，在美國以另一個標題《注定要死》（Doomed to Die）發行。